# Nitruro di magnesio
Il nitruro di magnesio è il composto binario di formula Mg3N2. È un composto ionico contenente ioni Mg2+ e N3−; a temperatura e pressione ambiente è una polvere giallo verdastra.

## Preparazione
Si prepara per sintesi diretta dagli elementi, facendo reagire polvere di magnesio riscaldata con azoto:
{\displaystyle {\ce {3Mg\ +\ N2->[{\text{800°C}}]Mg3N2}}}
o facendolo reagire con ammoniaca ad alta temperatura
{\displaystyle {\ce {3Mg\ +\ 2NH3->[{\text{700°C}}]Mg3N2\ +\ 3H2}}}

## Chimica
Il nitruro di magnesio reagisce con l'acqua per produrre idrossido di magnesio e gas di ammoniaca, così come molti nitruri metallici.
{\displaystyle {\ce {Mg3N2_{(s)}\ + \ 6H2O_{(l)}-> 3Mg(OH)2_{(aq)}\ + \ 2NH3_{(g)}}}}
Infatti, quando il magnesio viene bruciato nell'aria, oltre al prodotto principale, l'ossido di magnesio, si forma del nitruro di magnesio.
La decomposizione termica del nitruro di magnesio fornisce magnesio e azoto gassoso (a 700-1500 °C).
Ad alte pressioni, è stata suggerita e successivamente scoperta la stabilità e la formazione di nuovi nitruri ricchi di azoto (rapporto N/Mg uguale o maggiore a uno). Questi includono i solidi Mg2N4 e MgN4 che diventano entrambi termodinamicamente stabili vicino a 50 GPa. Il nitruro di magnesio è composto da specie esotiche cis-tetranitrogene N44− con ordini di legame N-N vicini a uno. Questo composto di nitruro di magnesio è stato recuperato in condizioni ambientali, insieme alle unità N44−, segnando solo la quarta massa di entità di poliazoto stabilizzata in condizioni ambientali.

## Usi
Il nitruro di magnesio è stato il catalizzatore nella prima sintesi pratica del borazone (nitruro di boro cubico).
Uno studioso, Robert H. Wentorf Jr., stava cercando di convertire la forma esagonale del nitruro di boro nella forma cubica mediante una combinazione di calore, pressione e un catalizzatore. Aveva già provato tutti i catalizzatori logici (ad esempio quelli che catalizzano la sintesi del diamante), ma senza successo.
Per disperazione e curiosità (lo definì l'approccio "commetti il massimo numero di errori"), aggiunse del filo di magnesio al nitruro di boro esagonale e gli diede la stessa pressione e trattamento termico. Quando esaminò il filo al microscopio, trovò minuscoli grumi scuri attaccati ad esso. Questi grumi potevano graffiare un blocco levigato di carburo di boro, cosa che solo il diamante sapeva fare.
Dall'odore di ammoniaca, causato dalla reazione del nitruro di magnesio con l'umidità nell'aria, dedusse che il magnesio metallico aveva reagito con il nitruro di boro per formare il nitruro di magnesio, che era il vero catalizzatore.
Durante l'isolamento dell'argon, William Ramsay passò aria secca sul rame per rimuovere l'ossigeno e sul magnesio per rimuovere l'azoto, formando nitruro di magnesio.